# Jonathan Keating
Pour les articles homonymes, voir Keating.
Jonathan Peter Keating est un mathématicien britannique né le 20 septembre 1963. Il est actuellement professeur à l'Université de Bristol.

## Carrière
Il obtient son doctorat en 1989 à l'Université de Bristol sous la direction de Michael Berry.
Ses recherches portent sur le chaos quantique, la théorie des matrices aléatoires et son lien avec la fonction zeta de Riemann et d'autres fonctions zeta.

## Prix et récompenses
Depuis 2009, il est Fellow de la Royal Society.
En 2010, il est lauréat du Prix Fröhlich.
En 2014, il reçoit le Royal Society Wolfson Research Merit Award.
Nina Snaith a été l'une de ses doctorants.

## Activités éditoriales
- Member (1996 – 2004) of the Editorial Board of Journal of Physics A.
- Member (1997 – 2004) of the Editorial Board of Nonlinearity.
- Joint Editor-in-Chief (2004 – 2012) of Nonlinearity.
- Member (2003 – present) of the Editorial Board of Applied Mathematics Research Express.
- Member (2007 – present) of the Editorial Board of Journal of Mathematical Physics.

## Publications
- avec Igor Lerner, David Khmelnitskii Supersymmetry and trace formulae: chaos and disorder, Kluwer 1999 (darin mit Berry H=xp and the Riemann zeros, S. 355-367)
- avec Berry The Riemann zeros and eigenvalue asymptotics, SIAM Review, Band 41, 1999, S. 236-266
- avec Snaith Random matrix theory and {\displaystyle \zeta (1/2+it)}, Communications in Mathematical Physics, Band  214 , 2000, S. 57 - 89, Online
- avec Snaith Random matrix theory and L-functions at {\displaystyle s=1/2}, Communications in Mathematical Physics, Band 214, 2000, S. 91 - 110
- avec Snaith Random matrices and L-functions, Journal of Physics A, Band 36, 2003, S. 2859 - 2881
- avec J. Brian Conrey, David W. Farmer, M.O. Rubinstein, Snaith Integral moments of L-functions, Proceedings of the London Mathematical Society, Band 91, 2005, S. 33 - 104, Arxiv
- avec Eugene Bogomolny Gutzwiller´s trace formula and spectral statistics: beyond the diagonal approximation, Phys. Rev. Lett., Band 77, 1996, S. 1472-1475
- avec Bogomolny Random matrix theory and the Riemann zeros, Teil 1,2, Nonlinearity, Band 8, 1995, 1115-1131, Teil 2, Nonlinearity, Band 9, 1996, S. 911-935